# Pace di Caltabellotta
La pace di Caltabellotta fu un accordo firmato il 31 agosto 1302 nei pressi di Caltabellotta fra Carlo di Valois, come capitano generale di Carlo II d'Angiò, e Federico III d'Aragona e che concluse di fatto la prima fase dei Vespri siciliani e delle guerre del Vespro tra aragonesi ed angioini per il possesso della Sicilia.
Le trattative si svolsero per alcuni giorni tra Sciacca e Caltabellotta, mentre la bozza di accordo fu firmata a Castronuovo (secondo Michele Amari corrispondente all'odierna Caltavuturo).
Essa sancì il distacco della Sicilia dal territorio dell'Italia meridionale che prima formava il regno unitario meridionale, il Regno di Sicilia costituito dai Normanni, e la divisione del meridione tra parte citra farum e parte ultra farum, in riferimento al Faro di Messina.

## Descrizione
L'accordo prevedeva:
- la distinzione politica fra il Regno di Sicilia, in mano agli angioini e limitato alla parte continentale del Mezzogiorno d'Italia, ed il Regno di Trinacria, costituito dalla Sicilia e dalle isole adiacenti, con Federico III d'Aragona come re indipendente e assoluto;
- la liberazione di Filippo I d'Angiò, sino ad allora detenuto dagli aragonesi a Cefalù ed il matrimonio fra Federico ed Eleonora d'Angiò sorella del duca di Calabria Roberto d'Angiò e figlia di Carlo II;
- la riunificazione del Regno di Sicilia, sotto la dominazione degli angioini, dopo la morte di Federico, e la contestuale corresponsione di 100.000 once d'oro dagli Angiò agli aragonesi.

Dopo la pace molti militari lasciarono i rispettivi eserciti, fra tutti Ruggero Flores che offrì i propri servigi ad Andronico II Paleologo.
La riunificazione del Regno prevista dal trattato tuttavia non si verificò mai: Il Parlamento Siciliano non ratificò il trattato e Federico rivendicò il titolo di re di Sicilia per il figlio Pietro evitando così di farlo confluire agli angioini.

## Conseguenze
Con la pace di Caltabellotta nasceva de facto il Regno di Napoli.
Seguiranno però altri anni di guerra visto che Roberto d'Angiò cercherà di riprendere possesso dell'isola nel 1314, impresa infruttuosa per l'angioino. 
Il titolo di re di Sicilia fu rivendicato ancora dagli angioini, e la terminologia adottata per indicare il regno nella parte continentale fu infatti quella di "Regno di Sicilia al di qua dal faro". 
Gli aragonesi furono poi protagonisti nella metà del XV secolo della conquista anche del Regno di Napoli, con Alfonso V d'Aragona, detto il magnanimo, che alla fine del 1442 strappò la corona a Renato d'Angiò, ultimo dei re angioini.